# Alfonso De Franciscis

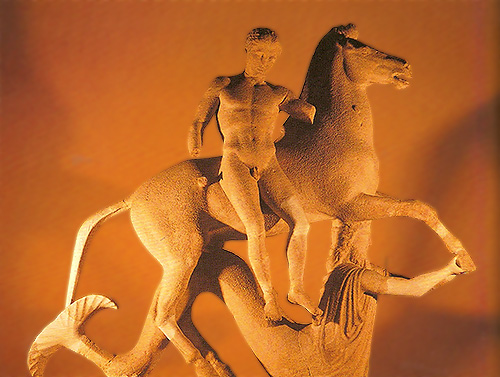
Una delle due statue del gruppo scultoreo dei Dioscuri da Locri, ricomposto da Alfonso de Franciscis presso il Museo archeologico reggino

Alfonso De Franciscis (Napoli, 7 novembre 1915 – Napoli, 18 febbraio 1989) è stato un archeologo italiano.

## Biografia

### Studi e prime esperienze
Fu allievo nell'ateneo federiciano di Pirro Marconi, con cui si laureò discutendo una tesi sulla ritrattistica romana nelle collezioni del Museo archeologico nazionale di Napoli, un lavoro che fu oggetto di pubblicazione due anni dopo. Nelle aule universitarie fece conoscenza con il coetaneo Mario Napoli, la cui colleganza universitaria si trasformò in amicizia e, infine, in vincolo di affinità, quando Mario Napoli sposò sua sorella Rosa de Franciscis.
Le prime esperienze di scavo, sotto gli auspici del prof. Marconi, le compì in Albania, nel 1938. Nell'area archeologica di Butrinto, oltre alla direzione degli scavi, ebbe anche il compito di allestire ex novo il locale museo archeologico.
Negli anni 1939-1940 fu ad Atene, presso la Scuola archeologica italiana, dove ebbe modo di conoscere Alessandro Della Seta, che dirigeva allora l'istituzione, prima della sua epurazione dopo la promulgazione delle Leggi razziali fasciste.
Dal 1950 assunse l'insegnamento di Archeologia nell'Università di Salerno mentre, già dall'anno prima, sotto la sovrintendenza di Amedeo Maiuri, svolgeva la funzione di Ispettore della soprintendenza di Napoli.

### Soprintendenza della Calabria
Nel 1954 lasciò entrambi gli incarichi, chiamato al vertice della Soprintendenza di Reggio Calabria. L'anno successivo abbinerà la funzione di soprintendente con altri incarichi universitari, chiamato all'Università di Messina per gli insegnamenti di Archeologia e Storia dell'arte antica.
Gli anni dal 1954 al 1960, trascorsi tra Messina e Reggio, lo videro artefice della riorganizzazione delle esposizioni del Museo archeologico di Reggio Calabria e autore di importanti iniziative di scavo: a Crotone, a Reghion e, tra quelle più fruttuose, le campagne archeologiche a Locri Epizefiri, con gli scavi al tempio ionico in contrada Marasà, la messa in luce di una delle due statue del gruppo marmoreo dei Dioscuri e l'importante rinvenimento delle tavolette in bronzo facenti parte dell'archivio del Tempio di Zeus.

### Soprintendenza di Napoli
Nel 1961 interruppe l'esperienza in Calabria per succedere al Maiuri alla Soprintendenza di Napoli, un incarico che ricoprirà fino al 1976. Come già in precedenza, affiancò alla carica di soprintendente l'attività universitaria presso la facoltà di Lettere, dove ebbe per colleghi Attilio Stazio, Alfonso Mele, Fausto Zevi, Marcello Gigante, Laura Breglia: si occupò, nel tempo, di vari insegnamenti nell'area disciplinare delle antichità classiche, come Etruscologia, Antichità italiche, Storia dell'arte greco-romana e, infine, Archeologia, insegnamento che ricoprì, come professore di ruolo ordinario, fino al 1987.
Nei mesi successivi, che lo separarono dall'insorgere della malattia e dalla conseguente morte, continuò ancora l'insegnamento nella Scuola di perfezionamento in archeologia dell'ateneo federiciano.
Il suo nome è legato in Campania agli scavi condotti a Capua, Sant'Angelo in Formis, Capri, alle esplorazioni della Villa di Poppea a Oplonti, della Villa di Giulio Polibio a Pompei e, in area flegrea, ai rinvenimenti di archeologia subacquea a Baia e alle ricerche svolte sul sacello degli Augustali di Miseno.
Nel 1979 fu l'organizzatore del convegno internazionale La regione sotterrata dal Vesuvio. Studi e prospettive, tenuto a Napoli tra l'11 e il 15 novembre.

## Pubblicazioni
- Ritratti romani del Museo Nazionale di Napoli, in "Memorie della Reale Accademia di archeologia, lettere ed arti", Società Reale di Napoli, N. 6, 1939, poi in:
  - Ritratti romani del Muso Nazionale di Napoli, in "Memorie dell'Accademia di Archeologia, Lettere e Belle Arti di Napoli", VI, 1942
- Il ritratto romano a Pompei, Gaetano Macchiaroli editore, 1951
- Templum Dianae Tifatinae, in "Archivio storico di Terra di Lavoro", I, 1956, p. 62 e sgg.
- (con Roberto Pane), Mausolei romani in Campania, Napoli, Edizioni scientifiche italiane, 1957
- Fonti per la storia della scultura in Magna Grecia, La Rocca, Reggio Calabria, 1959
- Il Museo nazionale di Reggio Calabria, Napoli, 1959
- Novità al Museo nazionale di Reggio Calabria, Reggio Calabria, 1959
- Agálmata - Sculture antiche al Museo nazionale di Reggio Calabria, Napoli, l'Arte Tipografica, 1960
- (con Oronzo Parlangeli) Gli Italici del Bruzio nei documenti epigrafici, Napoli, L'Arte Tipografica, 1960
- (con curatori Umberto Bosco, Giuseppe Isnard) Calabria, Milano, Electa Editrice, 1962
- Il Museo nazionale di Napoli. Di Mauro, Cava de' Tirreni, 1963
- Le statue della grotta azzurra nell'isola di Capri, Capri, Azienda autonoma di soggiorno e turismo, 1964
- Pompeii-Herculaneum and the Villa Jovis Capri, past and present, Vision Publications, 1964
- La pittura pompeiana, (Forma e colore, N. 5), Sadea/Sansoni editore, 1965
- Pompei, (I Tesori, N. 13), 1966
- Underwater discoveries around the Bay of Naples, in "Archaeology", XX, 1967, pp. 209–216
- Pompei. Istituto Geografico De Agostini, 1968
- Note sull'arte dell'Italia antica, Napoli, Libreria scientifica editrice, 1969
- Sculture connesse con la Scuola medica di Elea, in "La Parola del Passato", XXV, 1970, pp. 267–284
- Ricerche sulla topografia e i monumenti di Locri Epizefiri, Napoli, Libreria scientifica editrice, 1971
- Stato e società in Locri Epizefiri, Napoli, L'Arte Tipografica, 1972
- Pompeji, S. Kunstverlag, Interdipress, 1972
- Lezioni di archeologia, Napoli, Libreria scientifica editrice, 1972
- Considerazioni sull'architettura greca arcaica, Napoli, Libreria scientifica editrice, 1973
- La villa romana di Oplontis, in "La Parola del Passato", CLIII, 453-466, Gaetano Macchiaroli editore, 1973
- Paletnologia e Archeologia. Dal Paleolitico all'Età Classica, letture scelte e presentate dal prof. Alfonso De Franciscis, Milano, Letture da Le Scienze, 1973, SBN LIA0040847.
- Ercolano e Stabia, Istituto Geografico De Agostini, 1974
- The National Archaeological Museum of Naples, Interdipress, 1974
- The Pompeian Wall Paintings in the Roman Villa of Oplontis, A. Bongers, 1975, ISBN 9783764702793
- The buried cities, Istituto Geografico de Agostini, 1978
- Pompeii & Herculaneum, Crescent Books, 1978
- The Buried Cities : Pompeii & Herculaneum, Orbis Books, 1978 ISBN 9780856130922
- Il santuario di Marasà in Locri Epizefiri, Gaetano Macchiaroli editore, 1979
- Immagini virgiliane: dal poeta al mago, (introduzione di Fulvio Tessitore, commento di A. de Franciscis), 1981
- (curatore) La regione sotterrata dal Vesuvio. Studi e prospettive, Atti del convegno internazionale 11-15 novembre 1979, Napoli, 1982
- La villa romana del Naniglio di Gioiosa Ionica: relazione preliminare delle campagne di scavo 1981-86, Bibliopolis, 1988, ISBN 9788870882025
- (con Marcello Gigante, Mario Capasso, Benito Iezzi) Amedeo Maiuri nel centenario della nascita. Premessa di Giovanni Pugliese Carratelli. Memorie dell'Istituto Italiano per gli Studi Filosofici, Bibliopolis, 1990 ISBN 978-88-7088-192-9
- Il sacello degli Augustali a Miseno, l'Arte tipografica, 1991
- Pompeii, Vision Publications, 1995
- Pompeii, Herculaneum , Vision, 1996
- Paintings and mosaics in Pompei, Herculanum, Stabia, Casa del Giornale, Napoli